# W.E. Hill & Sons
W.E. Hill & Sons è stata una liuteria londinese specializzata in strumenti ad arco, fondata da William Ebsworth Hill a Londra in Wardour Street nel 1887 e rimasta attiva fino al 1992. Fu una tra le più importanti liuterie di restauro ed expertise di strumenti antichi tra il XIX e la fine del XX secolo.

## Storia
La tradizione liutaia della famiglia Hill è ben precedente alla fondazione della società, e risale a Joseph Hill (1715–84), trisnonno di William Ebsworth. William non ha costruito molti strumenti, ma era un liutaio di fama e aveva grande reputazione di restauratore e autorevolezza in merito agli strumenti antichi. La sua produzione segna un punto di svolta che innalza notevolmente la qualità della liuteria inglese e che pone le basi per le moderne tecniche di restauro. La liuteria si è sviluppata, diventando tra le più autorevoli al mondo in fatto di restauri, riparazioni e acquisti di nuovi strumenti, archi e accessori, nonché come autorità di expertise e valutazione degli strumenti antichi.
L'attivià è stata continuata dai suoi quattro figli, William Henry, Arthur Frederick, Alfred Ebsworth e Walter Edgar, trasferendosi presso il numero 38 di New Bond Street e poi nel 1895 presso il 140 della stessa strada, mentre i laboratori sono stati spostati a Hanwell. Gli Hill sono stati anche autori di diversi importantissimi libri sulla liuteria e la sua storia, tra i quali le biografie di Maggini, di Stradivari e della famiglia Guarneri, come alcune monografie sul Messiah e sullo Stradivari toscano. Molti strumenti antichi sono stati posseduti o restaurati dagli Hill, tra i quali il Messiah, il Lady Blunt, il Bergonzi Kreisler e lo Stradivari Lipinski. Alfred Ebsworth Hill era all'epoca la maggiore autorità al mondo in fatto di strumenti antichi e della loro autenticazione.
Oltre a restauri ed expertise, gli Hill vendevano strumenti nuovi di alta qualità e molti liutai e archettai di fama costruivano e lavoravano per loro, tra i quali molti artigiani francesi della scuola di Mirecourt e i migliori esponenti della scuola di archetteria inglese del XX secolo. La loro produzione di strumenti seguiva il disegno della scuola francese e non rifletteva molto le caratteristiche della scuola italiana, nonostante fosse molto ben conosciuta e studiata dagli Hill. Per quanto riguarda gli archi, vendevano con il loro timbro già da metà del XIX secolo, anche se hanno allestito un laboratorio stabile di archetteria solo negli anni Novanta dell'Ottocento. Tra i loro primi archettai spiccano i nomi di James Tubbs e Samuel Allen, e dal lavoro di quest'ultimo ha preso forma quello di William C. Retford, William Napier, Frank Napier, William Johnston, Sidney Yeoman e Charles Leggatt. Questi artigiani hanno sviluppato lo stile inglese ad alti livelli, combinando una buona meccanica con una gradevole estetica. I loro archi prodotti tra gli anni Venti e Settanta del Novecento avevano un numero di serie di una lettera e due cifre, dove queste ultime indicavano l'anno di costruzione e la lettera serviva per la corrispondenza tra nasetto e bacchetta. I livelli di qualità dipendevano principalmente da quella del pernambuco impiegato, in funzione della quale veniva scelta la qualità della montatura, mentre le scarpette erano sempre in argento o oro a partire dal 1900 circa. A metà del Novecento la liuteria ha smesso di costruire archi di fascia bassa. Oltre agli strumenti, gli Hill producevano e commerciavano accessori come prodotti per la pulizia dello strumento, pasta per piroli e cantini per violino, oltre che custodie per strumenti molto apprezzate.
Tra il 1939 e il 1948 molti pregiatissimi strumenti in possesso della liuteria, tra i quali il Messiah, sono stati lasciati in eredità all'Ashmolean Museum, eseguendo il volere dei quattro fratelli. L'attività è stata continuata da Albert Philips Hill (1883-1981), che ha costruito strumenti fino ad oltre novant'anni, da suo figlio Desmond (1916) e dai nipoti Andrew Philip (1942) e David Roderick (1952). Nel 1974 la sede è stata spostata da Londra a Great Missenden. La liuteria originale ha cessato l'attività nel 1992, ma il suo lavoro è stato continuato da due nuove società, D.R. Hill & Son (sempre nella sede della precedente) e W.E. Hill (con sede a Aylesbury).